# Geo (микроформат)
Geo — микроформат, используемый для пометки географических координат в формате WGS84 (широта; долгота) на (X)HTML-страницах. 

## Использование
Есть два варианта использования микроформата Geo::

### Три класса
Добавляются три класса. Например, текст
```
<
div
>
Йеллоунайф: 62.442; -114.398
</
div
>

```

размечается так, добавлением атрибутов класса «geo», «latitude» и «longitude»:
```
<
div
 
class
=
"geo"
>
Йеллоунайф: 
<
span
 
class
=
"latitude"
>
62.442
</
span
>
; 
<
span
 
class
=
"longitude"
>
-114.398
</
span
></
div
>

```

Это будет выглядеть так:

Йеллоунайф: 62.442; -114.398

и на странице будет присутствовать микроформат Geo для данного места (Йеллоунайф), который будет определяться инструментами для парсинга микроформатов.

### Один класс
В некоторых случаях может использоваться укороченная версия, использующая один класс. Широта указывается первой:
```
Йеллоунайф находится в 62.442; -114.398.

```

станет:
```
Йеллоунайф находится в 
<
span
 
class
=
"geo"
>
62.442; -114.398
</
span
>
.

```

Разделителем должна быть точка с запятой («;»). Если нужно отобразить другой знак разделения, должен использоваться элемент abbr, а координаты должны быть указаны в качестве значения атрибута title:
```
Йеллоунайф находится в 
<
abbr
 
class
=
"geo"
 
title
=
"62.442;-114.398"
>
62.442, -114.398
</
abbr
>
.

```

Вместо координат может быть указан любой текст, но это считается дурным тоном:
```
Йеллоунайф 
<
abbr
 
class
=
"geo"
 
title
=
"62.442;-114.398"
>
хорош для посещения
</
abbr
>
.

```

## hCard
Geo может быть включён в микроформат hCard.

## Использующие сайты
Некоторые организации и сайты, использующие у себя Geo:
- Википедия — встроен в шаблоны координат на географических страницах (ВП:Географические координаты)
- Flickr — более чем на 3 миллионах страниц фотографий
- Geograph British Isles — более чем на 350 тысячах страниц фотографий
- Multimap — все страницы карт
- OpenStreetMap — вики-страницы о местах, GPS-маршруты и записи в дневниках
- West Midland Bird Club
- Wikitravel